# Баргути, Марван
Марван Баргути (араб. مروان البرغوثي‎, род. 6 июня 1959, Кобар, Иордания) — палестинский политик и террорист, один из лидеров и полевых командиров движения «ФАТХ», руководитель террористической организации «Танзим».
Осужден израильским судом к 5 пожизненным заключениям за совершённые в ходе терактов убийства 5 человек, и к 40 годам за покушение на убийства.

## Биография
Баргути родился в Рамалле. Он происходит из клана Баргути, и палестинский политик Мустафа Баргути является его дальним родственником. Ещё школьником Баргути примыкал к коммунистам, а в возрасте 15 лет уже являлся активистом «ФАТХ». В середине 80-х был арестован и осуждён за террористическую деятельность на 6 лет тюремного заключения. В тюрьме выучил иврит. После освобождения он вернулся на Западный Берег и поступил в университет Бир-Зейт, где стал главой студенческого объединения. Баргути получил там первую степень по истории и политологии, потом вторую по международным отношениям.

## Первая интифада
Во время первой интифады Баргути являлся одним из лидеров восстания, он был инициатором многих массовых митингов и беспорядков. В результате этого он был задержан израильскими властями и депортирован в Иорданию, где пробыл семь лет до того, как ему было позволено вернуться в рамках Соглашений Осло в 1994 году.
В апреле 1994 года, получив разрешение властей Израиля, вернулся в ПА — возглавил ЦК ФАТХ на Западном берегу реки Иордан. Целесообразность этой должности неоднократно обсуждалась на заседаниях руководства ФАТХ, затем последовал скандал в мае 1997 года, когда были выявлены серьёзные финансовые нарушения в деятельности М.Баргути. В 1996 году он был избран в Палестинский законодательный совет, где нередко конфликтовал с Ясиром Арафатом. В 2000 году (накануне «интифады Аль-Аксы») Баргути лишился поста «генерального секретаря» «ФАТХа» на Западном берегу, однако по-прежнему продолжал именовать себя «генсеком ФАТХа». В 2000 году отношения между Арафатом и Баргути были окончательно испорчены в результате непрекращающихся обвинений Баргути в адрес палестинской администрации в коррупции и нарушении прав человека палестинскими службами безопасности; в результате этого Арафат планировал уволить Баргути.

## Вторая интифада
С началом Второй интифады, под управлением Баргути, «Танзим» увеличил своё влияние и вместе с такими террористическими организациями, как «Бригады мучеников Аль-Аксы», «Хамас», «Исламский Джихад» и другие, стал одним из основных исполнителей терактов против граждан Израиля. В ряде случаев, «Танзим» проводил теракты совместно с другими организациями (см. «Танзим#Террористическая деятельность»).
Баргути руководил маршами к израильским блокпостам, в результате которых вспыхивали беспорядки, направленные против израильских солдат, произносил подстрекательские речи на демонстрациях и похоронах, в которых он, в частности, говорил что «ни о каком примирении речи быть не может и что палестинцы должны ожесточить борьбу в рамках интифады до полного освобождения арабской Палестины от израильской оккупации и возвращения всех палестинских беженцев на их родину».
Руководство «Бригады мучеников Аль-Аксы», выпустило в 2002 году заявление, в котором объявило Баргути своим лидером. Сам Баргути отказался признать, что он основал Бригады, однако он приветствовал некоторые их акции (известно, что эта группа совершала теракты против мирных граждан и целей).
Согласно данным, представленным МИД Израиля, «в ходе военной операции „Защитная стена“ получены явные доказательства того, что Палестинская автономия во главе с Арафатом обеспечивала поддержку, и была активным участником террора. Арафат и его близкое окружение прямо отвечают за хладнокровное убийство мирных жителей Израиля». Среди этих «приближенных» был и Баргути, руководитель «Танзима».
В 2004 году представитель Европарламента Илка Шредер заявила, что «финансовая помощь ЕС вместе со средствами, поступившими от других международных организаций, были переведены на счета Палестинской Автономии и использовались при финансировании террористических организаций». В 2001 году через один лондонский банк в «Bank of Jordan» в Рамалле было переведено 65 млн долларов. Тем же самым счётом Арафат пользовался для финансирования своих террористических группировок. Доступ к банковскому счету имел также поверенный Арафата, руководитель «Танзима», Марван Баргути.

## Арест и суд
Террористическая деятельность Баргути сделала его целью израильских служб безопасности. В 2001 ему удалось избежать покушения, а в 2002 году, в ходе операции «Защитная стена» он был задержан спецназовцами израильского подразделения «Дувдеван», передан окружному суду в Тель-Авиве и обвинён в убийствах, совершённых его организацией. Ему было предъявлено обвинение в соучастие в убийстве 26 человек. Израильский суд признал его виновным в убийстве 5 человек, по остальным 21 убийствам суд счёл представленные обвинением доказательства недостаточными.
В ходе суда Баргути отказался от адвоката, и заявил, что суд является политическим, судьи не имеют полномочий его судить, и что он является военнопленным.
6 июня 2004 года Баргути был приговорён израильским судом к 5 пожизненным заключениям за совершённые в ходе терактов убийства 5 человек, и к 40 годам за покушение на убийства.
На этом, его отношения с судом не закончились. В официальном списке преступлений Баргути числится ответственность за теракт в тель-авивском супермаркете в 2003 году. Тогда в результате взрыва погибли трое израильтян, десятки получили ранения. Йосеф Азуз был среди тяжелораненых — он получил серьёзную травму головного мозга после того как его череп пробил осколок взрывного устройства. В январе 2006 года по новому делу Баргути был вынесен судебный приговор: «В связи с травмами Азуза, Баргути обязывается выплатить пострадавшему 5.018.800 шекелей. Он также выплатит судебные издержки», — заявил судья Шмуэль Барух.

## Деятельность в тюрьме
Баргути до сих пор является одним из самых известных и влиятельных палестинских лидеров; палестинская пропаганда сравнивает его с Нельсоном Манделой, который изъявлял желание присутствовать на суде. Его авторитет в палестинских организациях столь велик, что одной из мер, которые предприняло израильское Управление тюрем для прекращения голодовки палестинских заключённых в 2004, была публикация фотографии присоединившегося к голодовке, но скрытно евшего Баргути.
14 декабря 2005 года Баргути объявил о выходе из «ФАТХ» и основании новой партии, «Аль-Мустакбаль»(«Будущее»); но в конце концов пошёл на выборы как кандидат от «ФАТХ», после того, как выиграл внутренние выборы.
В 2006 году, во время политического кризиса в Палестине, Баргути был одним из авторов манифеста, выпущенного палестинскими лидерами — заключёнными израильских тюрем. Документ предлагает основные принципы, на которые должно основываться правительство национального единства, если таковое будет создано.
В феврале 2009 года глава Палестинской автономии Махмуд Аббас обратился к израильскому премьер-министру Эхуду Ольмерту с просьбой не освобождать Марвана Баргути в рамках обмена палестинских заключённых на Гилада Шалита.
Согласно BBC, Баргути высказывался против терактов направленных на израильских гражданских лиц. После своего осуждения он утверждал, что теракты с использованием террористов смертников «были неправильными».